# Belgiere
|  | For hesteracen, se Belgier (hest) |
Belgiere eller belgiske folk (nederlandsk: Belgen, fransk: Belges, tysk: Belgier) er statsborgere i Kongeriget Belgien, som er en føderal stat i Vesteuropa. Majoriteten af belgierne tilhører to forskellige etniske etniske grupper, der er indfødte i landet. Flamlændere taler flamsk i den nordlige del af landet, der grænser op til Holland, og vallonere taler vallonsk i den sydlige del af landet, der grænser op til Frankrig. Der er også et substantielt belgisk diaspora af bosættelser primært i USA, Canada og Frankrig.
Belgiere er et relativt "nyt" folk. Den belgiske revolution i 1830 medførte at Belgien blev et uafhængig land under provinsialstyre og en nationalkongres. Belgierne er efterkommere af de keltiske belgae og germanske folkeslag som frisere, frankere og saksere. Navnet "Belgien" blev overtaget, det er afledt af den romerske provins Gallia Belgica i den nordligste del af Gallien. Før den blev invaderet af romere 100 år f.Kr. var den beboet af belgae og en blanding af keltiske og germanske folk.